# درس‌های فیزیک فاینمن

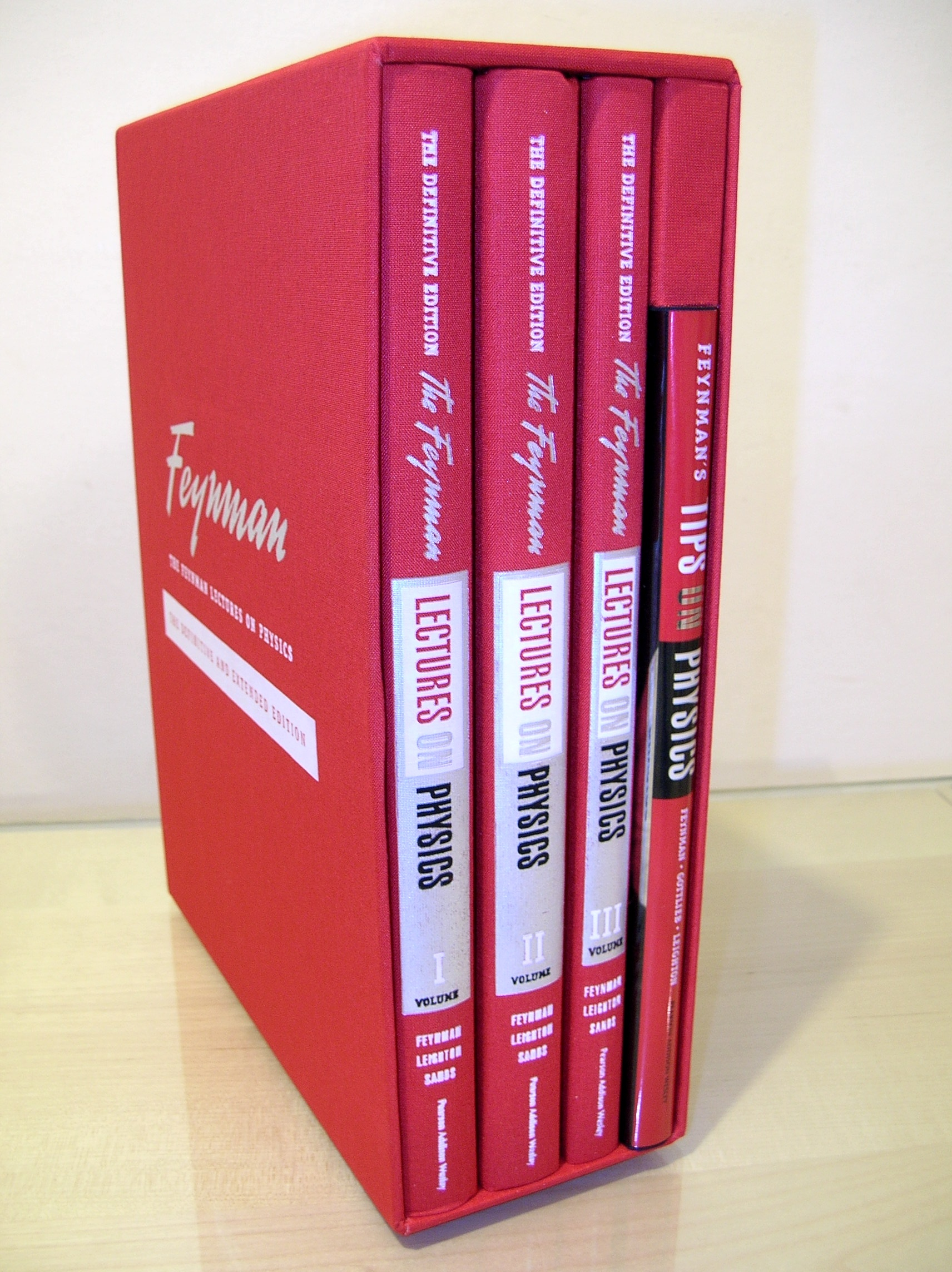
مجموعه درس‌های فیزیک فاینمن همراه نکات و توضیحات: نسخه نهایی و افزوده (نگارش دوم سال ۲۰۰۵ میلادی)

درس‌های فیزیک فاینمن (به انگلیسی: The Feynman Lectures on Physics)، از ریچارد فاینمن، شاید قابل دسترس‌ترین کار فنی‌اش برای هر علاقه‌مندی به فیزیک باشد و امروزه به عنوان مقدمه‌ای بر فیزیک نوین در نظر گرفته می‌شود که شامل سخنرانی‌هایی دربارهٔ ریاضیات، الکترومغناطیس، فیزیک نیوتونی، فیزیک کوانتومی و حتی رابطهٔ فیزیک با علوم دیگر است.
شش بخش قابل دسترس کتاب بعدها در کتابی به عنوان شش بخش ساده: ضروریات فیزیک شرح داده شده توسط استاد برجستهٔ آن و شش بخش سخت‌تر در شش بخش نه چندان ساده: نسبیت اینشتین، تقارن، و فضا-زمان جمع‌آوری شد.
مؤسسه فناوری کالیفرنیا مجموعه درس‌نامه‌های ریچارد فاینمن را تحت وبسایت رسمی‌اش، به صورت آنلاین قابل دسترس کرده است.
گمان می‌رود که این کتاب پرطرفدارترین خودآموز فیزیک در جهان باشد. نسخه زبان اصلی این کتاب بیش از یک و نیم میلیون نسخه فروش داشته و در زبان‌های دیگر نیز اقبال زیادی را شاهد بوده است. در سال ۲۰۱۳ مجله نیچر بازخوردی در باب این کتاب منتشر کرد و به تمجید از آن پرداخت.

## محتوا

### جلد اول: بیشتر مکانیک، تابش، و گرما
پیش‌گفتار: «وقتی ایده‌های جدید می‌آمد، سعی می‌کردم یا آن‌ها را استنتاج کنم اگر قابل استنتاج بودند، یا توضیح دهم که این یک ایده جدید است … و نباید قابل اثبات باشد.»

#### فصول
1. اتم‌ها در حرکت
2. فیزیک پایه
3. ارتباط فیزیک با علوم دیگر
4. بقای انرژی
5. زمان و فاصله
6. احتمال
7. نظریه جاذبه
8. حرکت
9. قوانین دینامیک نیوتن
10. بقای تکانه
11. بردارها
12. ویژگی‌های نیرو
13. کار و انرژی پتانسیل (مقدمه)
14. کار و انرژی پتانسیل (نتیجه)
15. نظریه نسبیت خاص
16. انرژی و تکانه نسبیتی
17. فضا-زمان
18. چرخش در دو بعد
19. مرکز جرم؛ ممان اینرسی
20. چرخش در فضا
21. نوسان‌ساز هماهنگ
22. جبر
23. رزونانس
24. گذراها
25. سیستم‌های خطی و مرور
26. اپتیک: اصل کمترین زمان
27. اپتیک هندسی
28. تابش الکترومغناطیسی
29. تداخل
30. پراش
31. منشأ ضریب شکست
32. پراکندگی نور
33. قطبش
34. اثرات نسبیتی در تابش
35. نور رنگی
36. مکانیزم‌های دیدن
37. رفتار کوانتومی
38. ارتباط دیدگاه‌های موج و ذره
39. نظریه جنبشی گازها
40. اصول مکانیک آماری
41. حرکت براونی
42. کاربردهای نظریه جنبشی
43. انتشار
44. قوانین ترمودینامیک
45. تصاویر ترمودینامیک
46. چرخ دنده و ضامن
47. صدا و معادله موج
48. ضربان‌ها
49. مدها
50. هارمونیک‌ها
51. امواج
52. تقارن در قوانین فیزیکی

### جلد دوم: بیشتر الکترومغناطیس و ماده

#### فصول
1. الکترومغناطیس
2. حساب دیفرانسیل میدان‌های برداری
3. حساب انتگرال برداری
4. الکتروستاتیک
5. کاربرد قانون گاوس
6. میدان الکتریکی در شرایط مختلف
7. میدان الکتریکی در شرایط مختلف (ادامه)
8. انرژی الکتروستاتیک
9. الکتریسیته در جو
10. دی‌الکتریک‌ها
11. داخل دی‌الکتریک‌ها
12. آنالوگ‌های الکتروستاتیک
13. مغناطیس ساکن
14. میدان مغناطیسی در شرایط مختلف
15. پتانسیل برداری
16. جریان‌های القایی
17. قوانین القا
18. معادلات ماکسول
19. اصل کمترین کنش
20. حل معادلات ماکسول در فضای آزاد
21. حل معادلات ماکسول با جریان‌ها و بارها
22. مدارهای متناوب
23. تشدیدگرهای حفره‌ای
24. موج‌برها
25. الکترودینامیک در نوتاسیون نسبیتی
26. تبدیل‌های لورنتس میدان‌ها
27. انرژی میدان و تکانه میدان
28. جرم الکترومغناطیسی (ارجاع به نظریه جاذب ویلر-فاینمن)
29. حرکت بارها در میدان‌های الکتریکی و مغناطیسی
30. هندسه داخلی کریستال‌ها
31. تانسورها
32. ضریب شکست مواد متراکم
33. بازتاب از سطوح
34. مغناطیس ماده
35. پارامغناطیس و تشدید مغناطیسی
36. فرومغناطیس
37. مواد مغناطیسی
38. الاستیسیته
39. مواد الاستیک
40. جریان آب خشک
41. جریان آب
42. فضای خمیده

### جلد سوم: مکانیک کوانتومی

#### فصول
1. رفتار کوانتومی
2. ارتباط دیدگاه‌های موج و ذره
3. دامنه‌های احتمالی
4. ذرات یکسان
5. اسپین صحیح
6. اسپین یک دوم
7. وابستگی دامنه‌ها به زمان
8. ماتریس همیلتونی
9. میزر آمونیاکی
10. سیستم‌های دو حالته دیگر
11. سیستم‌های دو حالته بیشتر
12. شکافتن ریزساختار در هیدروژن
13. انتشار در شبکه بلوری
14. نیمه‌هادی‌ها
15. تقریب ذره مستقل
16. وابستگی دامنه‌ها به مکان
17. تقارن و قوانین بقایی
18. تکانه زاویه‌ای
19. اتم هیدروژن و جدول تناوبی
20. عملگرها
21. معادله شرودینگر در یک زمینه کلاسیک: سمینار در مورد ابررسانایی